# Alberto Sartoris
Alberto Sartoris (Torino, 2 febbraio 1901 – Pompaples, 8 marzo 1998) è stato un architetto italiano.

## Biografia
Dopo la sua nascita a Torino, suo padre emigra in Svizzera a Ginevra. Dal 1916 al 1919 studia Architettura alla Scuola delle Belle Arti di Ginevra. Nel 1920 aderisce al Movimento Futurista (fino al 1923). 
Fu anche designer, critico d'arte e insegnante. 
Nel 1928 è uno dei membri fondatori dei CIAM (Congrès Internationaux d'Architecture Moderne) con, fra gli altri,  Charles-Edouard Jeanneret detto Le Corbusier.
È uno dei membri fondatori, a Losanna nel 1945, della Scuola di Architettura "Athenaeum". Scrisse Gli Elementi dell'Architettura Funzionale nel 1932, che fu riedito più volte assumendo per ultimo il titolo di Encyclopédie de l'architecture nouvelle (1954), divenendo uno dei teorici del Razionalismo italiano.
Dal 1949 al 1953 fonda e dirige a Firenze insieme a Fiamma Vigo la rivista d'arte Numero. Arte e letteratura, pubblicazione poliedrica, dedicata alle nuove avanguardie artistiche italiane e straniere.
Ha contribuito alla fortuna critica delle prime esperienze artistiche razionaliste ed astratte italiane, facendo conoscere in ambito internazionale i lavori degli astrattisti comaschi quali Manlio Rho e Mario Radice.
Alberto Sartoris ha dato l'insieme dei suoi archivi alla Scuola Politecnica di Losanna (EPFL).

## Opere
- 1920-1921 - Progetto e realizzazione di mulini e depositi a Isles-sur-Suippe (Champagne)
- 1922-1924 - Studi di aeroplani e di carrozzerie per automobili (per Ceirano)
- 1924 - Villa Norasingh a Bangkok, progetto degli architetti A.Tamagno e Annibale Rigotti, collaborazione per la parte grafica.
- 1924-1925 - Torino, Teatro privato per Riccardo Gualino, in collaborazione con Felice Casorati
- 1925 - Progetto di una "casa per gli artisti"
- 1926 - Torino, progetto per l'urbanizzazione del piazzale dello Stadium.
- 1926-1927 - Torino, Progetto urbanistico per la città universitaria (non realizzato)
- 1927 - Progetto di cappella-bar futurista per Torino (non realizzata)
- 1927 – Alla III Mostra internazionale delle arti decorative di Monza collabora con Felice Casorati alla Via dei negozi realizzando la Macelleria
- 1927-1928 – Torino, Padiglione della Comunità Autonoma degli Artigiani alla Esposizione di Architettura al Valentino
- 1928 - Torino, Progetto per la tomba Soria
- 1928 - Albiate (Milano), municipio e scuole comunali, progetto (depositato con altra firma)
- 1929 - Progetto di case operaie per Ginevra (non realizzato)
- 1929 - Progetto per la casa-studio-atelier del pittore Jean-Saladin van Berchem a Parigi
- 1930 - Progetto per la casa del poeta Henri Ferrare a Ginevra
- 1929-1930 - Progetto di teatro per Ginevra (non realizzato)
- 1931- Progetto di "Cité Cremaillère" (non realizzato).
- 1931 - Casa Breuleux a Losanna
- 1931 - Progetto "Notre -Dame-du-Phare", cattedrale di Friburgo (Svizzera)
- 1932 – Cappella del Buon Consiglio a Lourtier (Vallese) in Svizzera
- 1932 - Casa del Popolo a Vevey (Svizzera)
- 1932 - Progetto per l'Istituto musicale Jacques-Dalcroze, Aigle
- 1932 - Maison Moret a Martigny (Vallese)
- 1933 – Progetto di una chiesa a Sarreyer, Svizzera (mai realizzata) Pianta; Assonometria
- 1933-1935 – Casa della signora Morand-Pasteur a Saillon, Svizzera Foto
- 1934 - Progetto per la casa del dott. Roman Brum a Losanna
- 1934 - Libreria Selhofer a Losanna
- 1935 - Progetto di interni per il Circolo dell'Ermitage a Epesses (Vaud, Svizzera)
- 1937 - Progetto di residenza per lo sciatore Gentinetta a Chexbres (Vaud, Svizzera)
- 1937 - Progetto del Bar Campari a Milano, in collaborazione con gli architetti Giuseppe Terragni e Pietro Lingeri.
- 1938-1939 – Collabora con Giuseppe Terragni nella città satellite operaia di via Anzani a Rebbio (Como)
- 1938-1939 - Casa-studio dei pittori De Grandi a Corseaux
- 1942 - "La mia casa ideale a Firenze", progetto non realizzato
- 1946 - Allestimento della Casa musicale Foetisch a Losanna
- 1950 - Villa a Lutry (Vaud)
- 1952 - Collegio a Lutry
- 1952 - Residenza Arnulfo Cordoba Farina a Tacoronte (Tenerife, Canarie)
- 1953 - Progetto di Centro internazionale di cultura per artisti e scienziati a Puerto de la Cruz (Tenerife, Canarie)
- 1953 - Albergo Excelsior Turismo a Puerto de la Cruz (Tenerife, Canarie)
- 1953 - Villa a Prilly (Vaud)
- 1953-1954 - Villa per il dott. Brünig a Puerto de la Cruz (Tenerife, Canarie)
- 1954 - Palazzo Hernández Hermanos a Santa Cruz de Tenerife (Tenerife, Canarie)
- 1955 - Gruppo di case d'affitto a Crissier (Vaud)
- 1955-1957 - Seconda chiesa a Lourtier, Notre-Dame du Bon Conseil (Vallée de Bagnes, Vallese)
- 1956 - Liceo italiano Vilfredo Pareto a Losanna
- 1958 – Villa Dupont nei vigneti di Lavaux - En Gravesse, Savuit, Lutry, Svizzera
- 1958-1959 - Progetti per la tomba votiva del poeta futurista Marinetti al cimitero monumentale di Milano
- 1959 - Quartiere residenziale a Lutry, progetto
- 1960 - Casa doppia ad affitto a Lutry
- 1960 - Centro culturale mondiale della salute a Gingins (Svizzera)
- 1960 - Résidence Huber a St.-Sulpice (Vaud)
- 1961-1962 - Usine Materco a Mies (Ginevra), progetto
- 1961-1963 - Motel a Cully (Vaud)
- 1962-1966 - Immobili per affitti a Lutry
- 1963-1965 - Progetto di complesso urbanistico alberghiero, residenziale, culturale e commerciale a Varazze, Punta Aspera
- 1964 - Résidence ingegner Chioléro, Lutry
- 1964 - Centro del Monte Olimpo (USA), in collaborazione con gli allievi Gilbert Assfalg, François Guignard, Roland Vuilleumier
- 1965-1967 - Piano del quartiere di Mont-Fleuri a Territet  (Montreux, Svizzera)
- 1965 - Quartiere di ville in un parco a Combe d'Aubagnac-Sète (Herault)
- 1966 - Villa Guidetti a Lutry
- 1967 - Piano del quartiere di Baugny-sur-Clarens (Vaud)
- 1967 - Casa d'affitto a Montreux
- 1969 - Progetto di un villaggio scolastico a Lutry
- 1969-1971 - Realizzazione di un gruppo di ville nel Cantone del Vaud
- 1983-1988 – Stabilimenti Lesieur et Labeyrie (in collaborazione con E. Cattani e P. Pastellas) a Dunkerque e Biarritz, Francia
- 1980-1995 – Centro polifunzionale a Carignano che raggruppa municipio, museo, biblioteca, teatro-sala polivalente, scuola Professionale, una piazza verticale e un parcheggio sotterraneo

### I suoi scritti
- Antonio Sant'Elia, Milano, 1930.
- Gli Elementi dell'Architettura funzionale, Milano, Ulrico Hoepli Editore, 1932.
- Introduzione all'architettura moderna, Milano, Ulrico Hoepli Editore, 1944.
- No. Posizione dell'architettura e delle arti in Italia, prefazione di Giovanni Michelucci, Firenze, Edizioni "Il Libro", [1947]
- Encyclopédie de l'architecture nouvelle, Milano, Ulrico Hoepli Editore, 1948.
- Léonard architecte, Parigi, Tallone Editore, 1952.
- Tempo dell'architettura. Tempo dell'arte. Cronache degli anni Venti e Trenta, Ivrea, Fondazione Adriano Olivetti, 1990.
- Linee Parallele - razionalismo e astrattismo a Como negli anni Trenta, Lugano, Fidia edizioni d'arte, 1993, ISBN 9788872690246.
- Carignano Nuova. La città nella città, esperienza di un progetto, Milano, Sapiens Edizioni, 1995.